# NGC 834
NGC 834 est une galaxie spirale située dans la constellation d'Andromède. NGC 834 a été découverte par l'astronome germano-britannique William Herschel en 1786.

## Caractéristiques
NGC 834 présente une large raie HI.

### Distance
Sa vitesse par rapport au fond diffus cosmologique est de 4 359 ± 17 km/s(4359 ± 17) km/s, ce qui correspond à une distance de Hubble de 64,3 ± 4,5 Mpc (∼210 millions d'al).
À ce jour, une dizaine de mesures non basées sur le décalage vers le rouge (redshift) donnent une distance de 46,710 ± 8,856 Mpc (∼152 millions d'al), ce qui est à l'extérieur des valeurs de la distance de Hubble. Notons que c'est avec la valeur moyenne des mesures indépendantes, lorsqu'elles existent, que la base de données NASA/IPAC calcule le diamètre d'une galaxie et qu'en conséquence le diamètre de NGC 834 pourrait être d'environ 22,4 kpc (∼73 100 al) si on utilisait la distance de Hubble pour le calculer.

### Luminosité dans l'infrarouge
La luminosité de la galaxie de NGC 834 dans l'infrarouge lointain (de 40 à 400 µm)  est égale à 6,46 × 1010 {\displaystyle L_{\odot }} (1010,81{\displaystyle L_{\odot }}) et sa luminosité totale dans l'infrarouge (de 8 à 1 000 µm) est de 8,71 × 1010 {\displaystyle L_{\odot }} (1010,94{\displaystyle L_{\odot }}).

## Groupe de NGC 841
NGC 834 fait partie du groupe de NGC 841 qui comprend 6 galaxies brillantes en rayon X. Les 5 autres galaxies de ce groupe sont NGC 841, NGC 845, UGC 1650, UGC 1673 et UGC 1721. La galaxie UGC 1771 fait aussi partie de ce groupe, mais elle ne brille pas dans le domaine des rayons X.